# Musée régional d’Auvergne

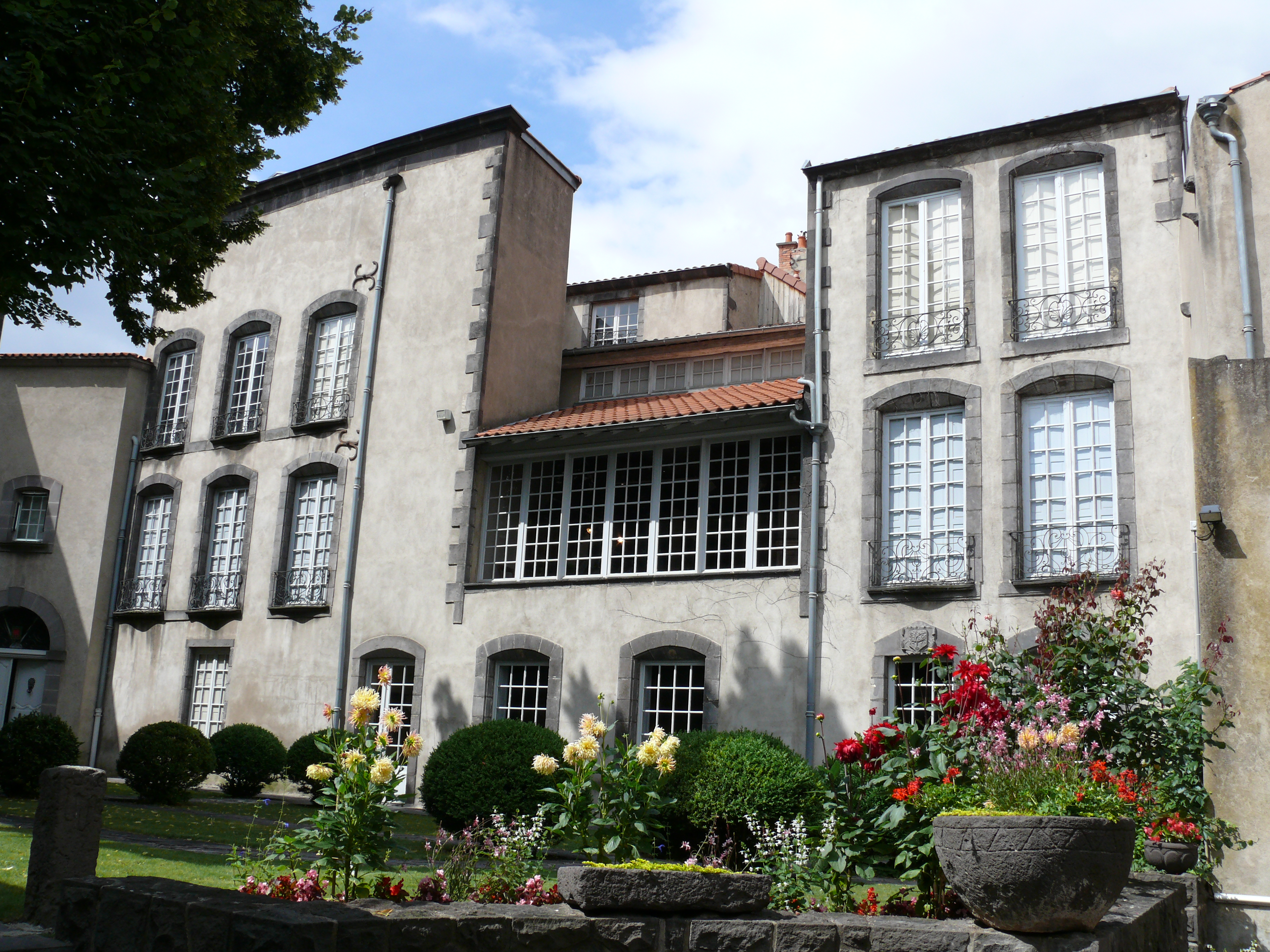
Ansicht des Museum

Das Musée régional d’Auvergne ist ein volkskundliches Museum in der Stadt Riom im Département Puy-de-Dôme.
Das 1969 eröffnete Museum widmet sich vor allem dem Landleben der Auvergne im 19. Jahrhundert und zeigt Aspekte des traditionellen Acker- und Weinbaus, der Imkerei, Jagd, und Fischerei sowie regionale Handwerkskunst und Wohnformen der Auvergne. Das Museum verfügt außerdem über eine bedeutende Sammlung von Kostümen und Schmuck aus den verschiedenen Bereichen der Auvergne und eine große Sammlung polycheomer religiöser Holzplastik. Die rund 4000 Exponate wurden durch den Museumsgründer Pierre Sabatier zusammengestellt.
Das Museumsgebäude ist ein Herrenhaus aus dem 15. bis 18. Jahrhundert, das seit 1928 als Monument historique klassifiziert ist.